# Kalkalger
Kalkalger är en grupp rödalger, främst tillhöriga familjen Corallinaceae men även andra familjer, vilka har förmågan att bilda kalk och vars bål är inlagad med inkrusterad kalciumkarbonat, ofta även Magnesiumkarbonat.
Till de viktigaste kalkalgerna hör släktena Lithothamnium, Lithophyllum, Coralinna och Melobesia. Hos levande kalkalger är färgen rosenröd eller vitaktig, hos döda kritvit på grund av den starka förkalkningen. Nästan alla cellväggarna är inkrusterade med kalk. Förbindelsen mellan cellerna åstadkoms genom luckor i kalkväggarna.
Lithothamnium-arterna bildar krustor och bollar, många större än en knytnäve, ibland fastsittande och ibland lösa på havsbottnen. Bålens yta är försedd med grövre knölar eller finare korallrika grenar. Bland de många arterna, vilka är svåra att skilja från varandra märks Lithothamnium fasciculatum i Medelhavet och Atlanten samt Lithothamnium glaciale i Norra ishavet.
Släktet förekommer även på svenska västkusten från vattenytan ända ned till 30 meters djup.
Arter av släktet Phymatolithon bildar i många fall krustor eller busklika bålar, så kallade stenbuskar. En art av den förra typen förekommer vid svenska västkusten ned till 25 meters djup. En art i släktet växter som stenbuske i Engelska kanalen och Medelhavet, men förekommer även sällsynt vid svenska västkusten, där den tidigare kunde bygga upp stora bankar. I Bretagne har den kallats Maërl och använts som hönsfoder.
Hos Lithophyllum är bålen ofta skorpformig, plattad, böjd och flikad, men i övrigt lik Lithothamniumarterna. Skillnaden ligger främst i cellernas struktur och fortplantningsorganens uppbyggnad. Bland Lithophyllum mräks Lithophyllum lichenoides i Atlanten och Lithophyllum expansum i Medelhavet.
Coralinna har ledad, sirligt förgrenad bål som hos Corallinna officialis (kallad korallalg eller tussaskägg) som lever på Svenska västkusten.
Melobesia bildar små skorpformiga kroppar, vilka ofta påträffas som överdrag på andra havsväxter, stenar, musselskal och dylikt. Vid svenska västkusten förekommer L. Membranacea.
Förutom bland rödalgerna påträffas bland Brunalgerna hos släktet Padina familjen Dictyotaceæ,kl vars bål utgörs av en skaftad, solfjäderslik ofta trattformigt hoprullad skiva, samt inon grönalgerna, där särskilt vissa släkten av familjen Dasycladaceæ och Codiaceæ förekommer arter med riklig kalkinkrustation som hos Acetabularia, Halimedia och Penicillus.
Kalkbildningar förekommer även hos vissa Kransalger i sötvatten samt hos coccolitoforiderna bland plankton.
Kalkalger bevaras betydligt lättare som fossil än andra alger och är mycket vanliga i vissa avlagringar. Enskilda klotrunda kalkalger förekommer i svenska avlagringar från ordovicium, för omkring 450 miljoner år sedan.